# 越秀山

佛山牌坊

越秀山，亦称粤秀山、越王山、观音山，是廣東省广州市中心的一座歷史悠久的山脈，海拔70米，是白雲山的餘脉。

## 歷史

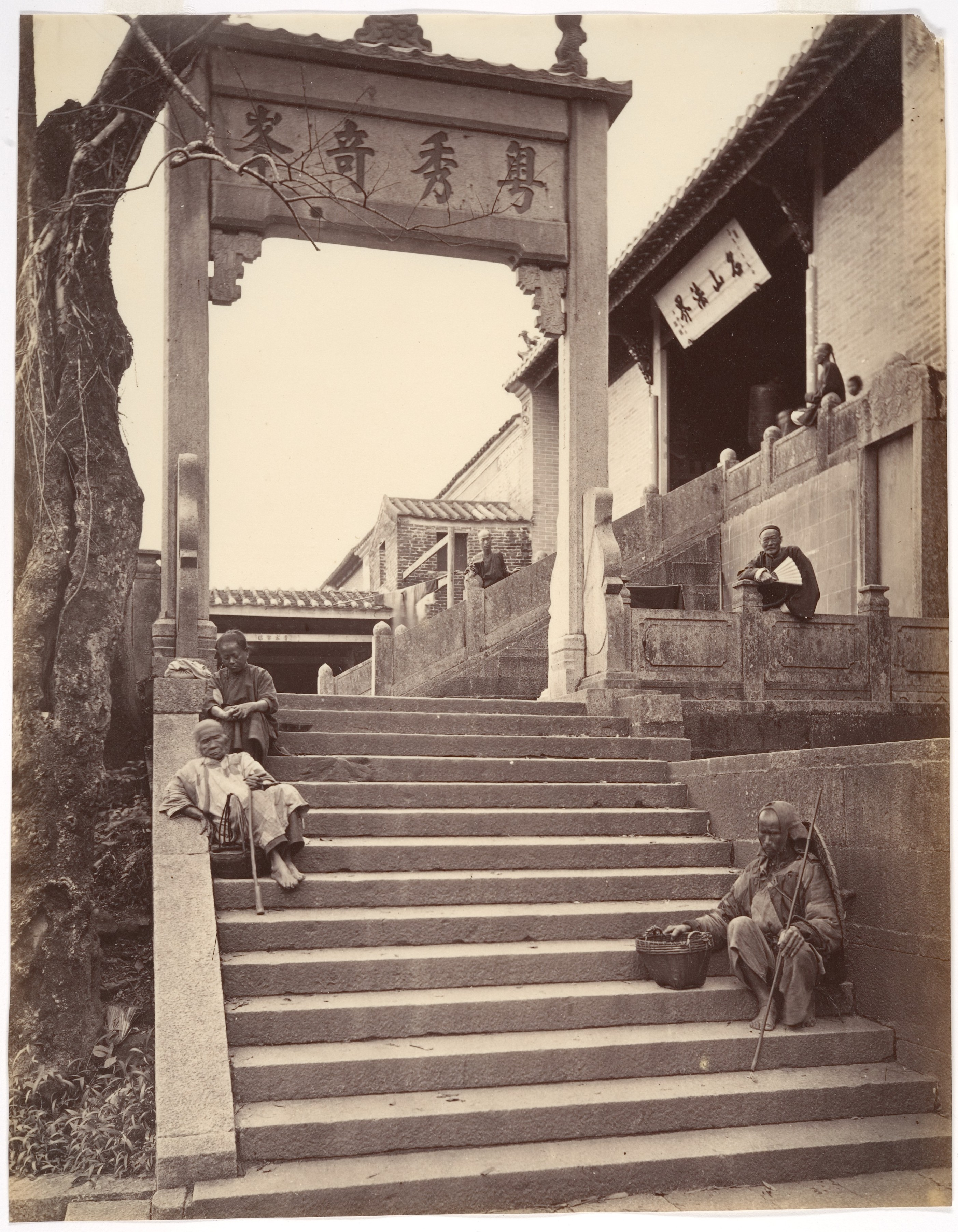
粤秀奇峯牌坊（1869年）

興建中的中山紀念碑及百步梯。

南越王趙佗曾在山上建有越王台，故越秀山古名越王山。明朝永乐年间，山上曾建有观音阁，又称观音山。由主峰越井岗及周围蟠龙岗、桂花岗、木壳岗、长腰岗、鲤鱼头岗等七个山岗和三个人工湖（东秀湖、南秀湖、北秀湖）组成。面积共86万平方米。越秀山是古代的海上戰略重地，明初朱亮祖鎮守廣東省城，於洪武十三年（1380年）擴建廣州城，將北城墻擴展到越秀山上，建修鎮海樓，現為廣州標誌之一。
半山曾建有學海堂文瀾閣，文瀾閣于清咸豐七年（1857年）被英法聯軍炮火轟斷一石柱，到清同治元年（1862年）被颱風盡毀，後改建文昌祠。
龍濟光於民國二年（1913）進駐廣州任省都督，龍濟光將文昌祠改為粵秀樓，還加修一道從粵秀樓直達廣東督軍府（今中山紀念堂）的天橋，同時將整個越秀山劃為禁區，派兵把守。民國三年（1914）六月政府改制都督府裁撤，袁世凱乃授龍濟光以振武上將軍繼續督理。龍濟光時在粵秀山上加築振武閣。
民國10年（1921年）孫中山在廣州就任臨時大總統時，下令將越秀山辟為粵秀公園。 民國14年（1925年）12月，舉行開放典禮。其中前身為清代彈藥庫的粵秀山公園運動場，在1926年前啟用。民國17年（1928年）12月，國民政府批准在越秀山興建廣州植物園。民國25年（1936年）改為中正林場，民國34年（1945年）易名越秀林場，面積約47公頃。
共和國建立後，广州市人民政府將越秀山重劃為越秀公园，並改擴建越秀山体育场。

## 畫廊
- 觀音山城牆及鎮海樓。
- 中華民國年間的航拍圖。
- 中山紀念碑及水塔。
- 民國年間遷移至觀音山百步梯東的「戊辰進士」坊（四牌樓），已於1950年代被毀。

## 文物古迹
- 镇海楼
- 明代古城墙
- 四方炮台
- 中山纪念碑
- 伍廷芳墓
- 紹武君臣冢

## 现代景观

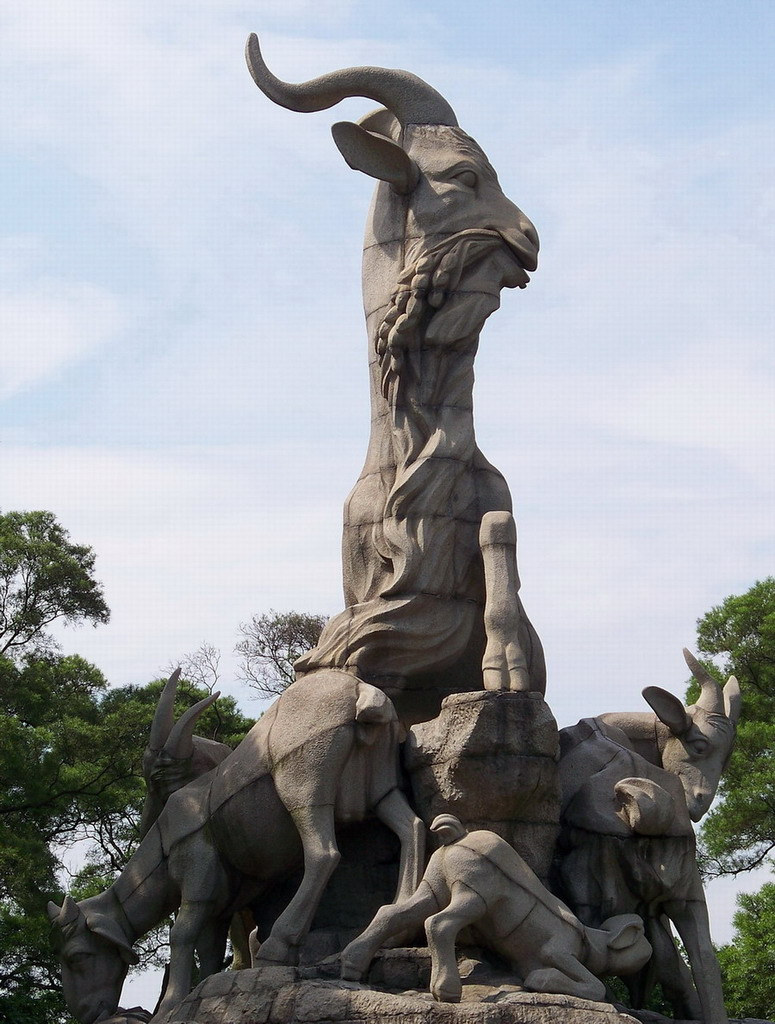
五羊石像

- 五羊石像
- 广东电视塔
- 球型水塔
- 越秀山体育场
- 光复纪念亭
- 孙中山读书治事处纪念碑
- 仲元楼（广州美术馆）

## 其他
2022年6月14日，越秀公园首个碳中和主题园建成开放，同时也是华南地区首创。该主题园占地1400平方米，园区内展示了林业碳汇、全自动化处理垃圾系统、半开放式鱼水系统、固碳种植、以及光伏发电等特色。

## 前往交通
- 地铁：█2号线越秀公园站、█5号线小北站
- 公共汽車：越秀公园站、电视塔站、小北花圈站